# Wybory parlamentarne w Słowenii w 2008 roku
Wybory parlamentarne w Słowenii w 2008 roku odbyły się 21 września 2008. Zgodnie z przewidywaniami główna rywalizacja toczyła się pomiędzy partią premiera Janeza Janšy – Słoweńską Partią Demokratyczną a opozycyjnymi Socjaldemokratami Boruta Pahora. Lokale wyborcze otwarte były w godzinach od 7:00 do 19:00, do głosowania uprawnionych było 1,7 mln obywateli. W głosowaniu wyłonili oni swoich 88 przedstawicieli do Zgromadzenia Państwowego, pozostałe dwa mandaty w parlamencie zarezerwowane pozostawały dla przedstawicieli mniejszości węgierskiej i włoskiej.
W wyborach zwyciężyła opozycyjna SD, wyprzedzając SDS. Po wyborach utworzony został rząd koalicyjny z Borutem Pahorem na czele. Jego zaplecze parlamentarne stanowiły Socjaldemokraci, Demokratyczna Partia Emerytów Słowenii, Liberalna Demokracja Słowenii i Zares. W opozycji pozostały Słoweńska Partia Demokratyczna, Słoweńska Partia Narodowa i Słoweńska Partia Ludowa.

## Wyniki
| Lista wyborcza                           | Głosy     | %     | Miejsca |
| ---------------------------------------- | --------- | ----- | ------- |
| Socjaldemokraci                          | 320 248   | 30,45 | 29      |
| Słoweńska Partia Demokratyczna           | 307 735   | 29,26 | 28      |
| Zares                                    | 98 526    | 9,37  | 9       |
| Demokratyczna Partia Emerytów Słowenii   | 78 353    | 7,45  | 7       |
| Słoweńska Partia Narodowa                | 56 832    | 5,40  | 5       |
| Słoweńska Partia Ludowa i SMS            | 54 809    | 5,21  | 5       |
| Liberalna Demokracja Słowenii            | 54 771    | 5,21  | 5       |
| Nowa Słowenia                            | 35 774    | 3,40  | –       |
| Lipa                                     | 19 068    | 1,81  | –       |
| Lista na rzecz Sprawiedliwości i Rozwoju | 5897      | 0,56  | –       |
| Zieloni Słowenii                         | 5366      | 0,51  | –       |
| Partia Chrześcijańsko-Demokratyczna      | 4724      | 0,45  | –       |
| Lista na rzecz Czystej Wody Pitenj       | 4140      | 0,39  | –       |
| Partia Ludu Słoweńskiego                 | 2629      | 0,25  | –       |
| Zielona Koalicja                         | 2230      | 0,21  | –       |
| Naprzód Słowenio                         | 475       | 0,05  | –       |
| Akacja                                   | 249       | 0,02  | –       |
| Mniejszości narodowe                     | –         | –     | 2       |
| Razem                                    | 1 051 827 | 100   | 90      |